# 石川酒造場
株式会社石川酒造場（いしかわしゅぞうじょう）は、沖縄県中頭郡西原町に本社を置く酒造（泡盛）メーカー。主力銘柄は「玉友」である。昔ながらの甕仕込みによる「もろみ甕醗酵」で後世へ伝え残している。

## 沿革
- 1949年 石川政次郎が那覇市首里寒川の地で創業。
- 1959年 合資会社石川酒造場設立。
- 1972年 石川信夫が2代目に就任。
- 1973年 黒麹菌が産生するクエン酸に着目し、泡盛蒸留後の酒粕（カシジェー）を使った「もろみ酸」を開発し商品化。
- 1990年 工場拡張のため西原町字小那覇に移転。
- 1993年 株式会社石川酒造場に商号変更。
- 2003年 泡盛・もろみ酢の商品企画、製造及び販売を対象に、品質管理の国際規格ISO9001:2000の認証取得。
- 2004年 - 代表取締役社長石川信夫、各種賞を受賞（古波津製造業育成基金技術功労賞・沖縄タイムス賞・第一回日本ものづくり大賞・旭日小綬章・沖縄ビジネス大賞オンリーワン賞）
- 2005年8月 - 新工場落成
- 2005年 - 代表取締役社長石川信夫、各種賞を受賞（那覇市体育協会創立60周年功労賞・琉球新報賞）
- 2009年7月 - 泡盛・リキュール・もろみ酢の商品企画、製造を対象に、品質マネジメントシステムの国際規格ISO9001：2008の認証取得』
- 2014年6月 - 三代目代表取締役社長に仲松政治が就任
- 2017年4月 - 第3工場落成
- 2019年6月 - 4代目代表取締役社長に大城 俊男が就任
- 2021年6月 - 5代目代表取締役社長に平良　昭が就任